# Roger Arthur Johnson

Dreieck mit Johnson-Kreisen (rot) und Johnson-Dreieck (blau)

Roger Arthur Johnson (* 9. Juni 1889 in Gardner (Massachusetts); † 1954) war ein US-amerikanischer Mathematiker.
Johnson erhielt 1910 einen Bachelor am Amherst College und im Jahr darauf einen Master an der Harvard University. 1913 wurde er in Harvard bei Julian Coolidge promoviert (An Analytic Treatment of the Conic as an Element of Space of Three Dimensions). Bis 1917 unterrichtete er als Instructor Mathematik an der Western Reserve University. Im Anschluss war er Professor an der Hamline University. Ab 1926 lehrte er Mathematik am Zweig des Hunter College in Brooklyn, dem späteren Brooklyn College. Von 1947 bis zum Ruhestand 1952 stand er der Mathematik-Abteilung vor.
Er befasste sich mit Geometrie, besonders von Dreieck und Kreisen, worüber er ein Lehrbuch schrieb. Nach ihm sind Johnson-Kreise benannt.
Von ihm stammt der Satz von Johnson:
Wenn drei gleich große Kreise einen gemeinsamen Schnittpunkt haben, dann ist der Kreis durch die drei anderen Schnittpunkte von jeweils zwei der drei Kreise vom selben Radius wie die Ausgangskreise. Der Satz wurde von Johnson 1916 bewiesen und zeigte, dass auch in der elementaren Dreiecksgeometrie noch unentdeckte Sätze existieren.

## Schriften
- Modern Geometry. An Elementary Treatise on the Geometry of the Triangle and the Circle. Houghton Mifflin, 1929 (archive.org).